# Відносини Непал — Європейський Союз
Відносини Європейського Союзу та Непалу – це відносини між Непалом та Європейським Союзом (ЄС) . Роль Європейського Союзу полягає в тому, щоб представляти, пояснювати та впроваджувати політику ЄС, аналізувати та звітувати про політичну, соціальну та економічну ситуацію в Непалі, а також вести переговори відповідно до даного мандату.
У контексті Непалу Європейський Союз зосереджується в основному на трьох секторах: освіта, мир і стабільність, а також сприяння торгівлі та розбудова економічного потенціалу. Окрім цих трьох секторів, ми також активні в таких різноманітних сферах, як захист і заохочення прав людини, продовольча безпека, збереження навколишнього середовища, безпечна міграція, допомога у забезпеченні прозорого та ефективного управління державними фінансами та впровадження сталого виробництва та споживання. практики. ЄС також співпрацює з урядом Непалу та місцевими громадами у зменшенні ризику катастроф та адаптації до зміни клімату та пом’якшення наслідків.